# Thomas Ender

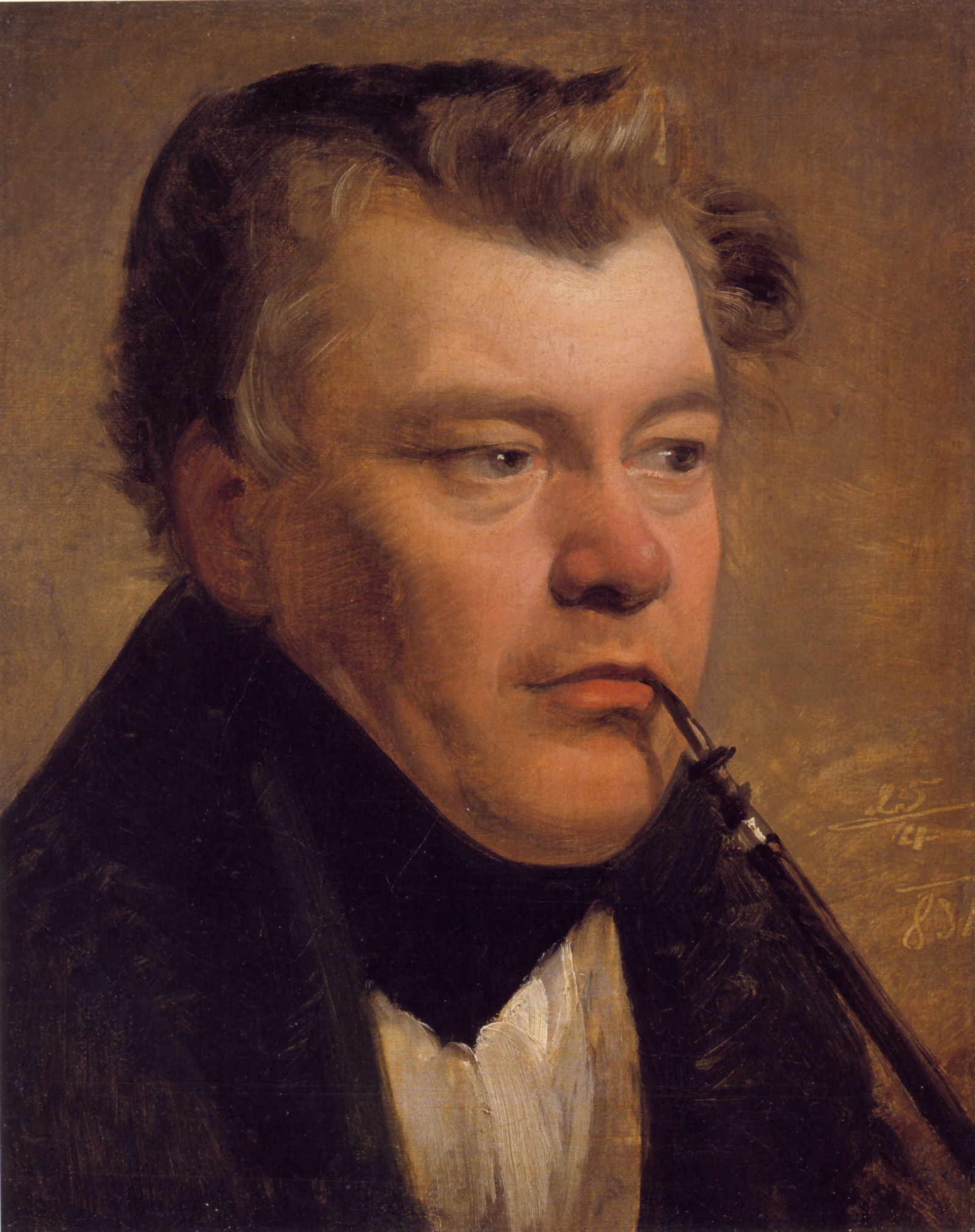
Thomas Ender, 1831 gemalt von Friedrich von Amerling

Blick auf die Kirche Nossa Senhora da Gloria in Rio de Janeiro

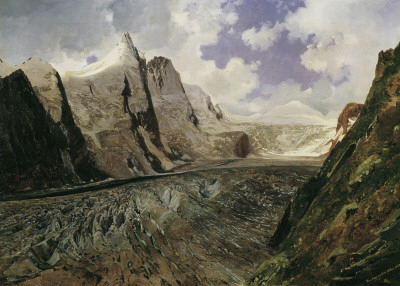
Der Großglockner mit der Pasterze

Thomas Ender (* 3. November 1793 in Wien; † 28. September 1875 ebenda) war ein österreichischer Landschaftsmaler und Aquarellist.

## Leben
Thomas Ender wurde als Sohn des Trödlers Johann Ender und Zwillingsbruder des Historienmalers Johann Nepomuk Ender in der damaligen Wiener Vorstadt Spittelberg Nr. 123 (heute Faßziehergasse 6) geboren. Gemeinsam mit seinem Bruder trat er 1806 in die Wiener Akademie ein, wo er zunächst bei Hubert Maurer die Historienmalerei studierte, dann aber 1810 zu Laurenz Janscha in dessen Landschaftsklasse wechselte. Nach dem Tod Janschas 1812 wurde Joseph Mössmer sein Lehrer. Bereits 1810 hatte Ender den 1. Preis der Akademie für Landschaftszeichnung erhalten. 
Nach einigen Studienreisen wurde Thomas Ender 1817 mit dem vom Kaiser gestifteten Großen Malerpreis für Landschaftsmalerei ausgezeichnet. Fürst Clemens Metternich erwarb das prämierte Bild und förderte den Künstler fortan. So ermöglichte er es ihm, 1817 an der Österreichischen Brasilien-Expedition teilzunehmen, während der Ender über 700 Zeichnungen und Aquarelle anfertigte. Nach der Rückkehr nahm Metternich ihn nach Rom mit, wo sich Ender bis 1823 als kaiserlicher Pensionär aufhalten durfte. Ab 1823 war Ender im Auftrag Metternichs im Salzkammergut tätig und wurde 1824 Mitglied der Wiener Akademie. 1826 machte er eine Studienreise nach Paris. 1828 wurde er zum Kammermaler von Erzherzog Johann ernannt und nahm an dessen Orient- und Südrusslandreise 1837 teil, die ihn nach Konstantinopel und Griechenland führte. Danach wurde Ender 1837 bis 1851 Professor an der Wiener Akademie und schuf mehrere Landschaftsserien, die oft von englischen Künstlern in Stahl gestochen wurden. 
1845 wurde Ender zum kaiserlichen Rat ernannt und trat 1851 in den Ruhestand. Er wurde 1853 mit dem Franz-Joseph-Orden ausgezeichnet und 1854 erhielt er das Bürgerrecht. 1855 und 1857 trat Ender nochmals Reisen nach Italien an. 
Thomas Ender war seit 1832 mit Theresia Arvay verheiratet und wurde nach seinem Tode am 30. September 1875 auf dem Wiener Zentralfriedhof beigesetzt. 1922 benannte man die Endergasse in Wien-Meidling nach der Malerfamilie Ender. Im Jahre 1966 wurde in Bad Ischl der Thomas-Ender-Weg angelegt.

## Leistung
Thomas Ender verband sein künstlerisches Können in der Landschaftsmalerei mit einem wissenschaftlichen Interesse an topografischen Gegebenheiten. Dabei nehmen seine Bilder aus Brasilien einen besonderen Stellenwert ein. Aber auch innerhalb Österreichs war Ender an einer topografisch genauen Erfassung der Alpenländer interessiert, die im Auftrag und im Interesse des Kaiserhauses entstanden. Damit stand Ender innerhalb einer Zeitströmung, die bemüht war, die Welt und Natur möglichst umfassend und genau zu dokumentieren, ähnlich wie der Maler Johann Knapp die Pflanzenschätze des österreichischen Kaiserhauses in Schloss Schönbrunn mit größter künstlerischer Meisterschaft erfasste.

## Werke

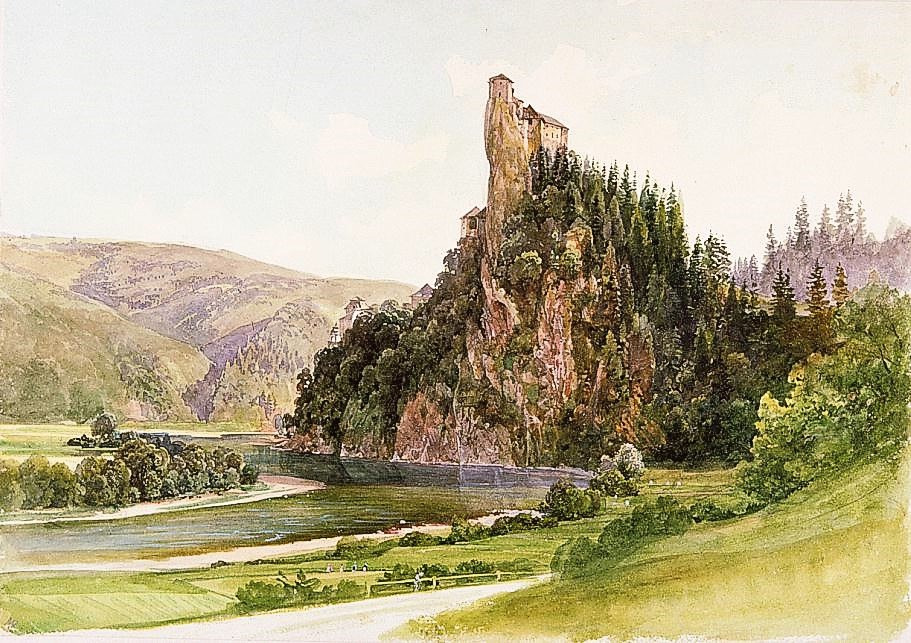
Die Arwaburg, Aquarell von Thomas Ender aus den 1860er Jahren.

- Das Friedhofstor (Wien, Österreichische Galerie Belvedere, Inv. Nr. 6047), um 1820, Öl auf Leinwand, 34×44 cm
- Der Großglockner mit der Pasterze (Wien, Österreichische Galerie Belvedere, Inv. Nr. 6068), 1832, Öl auf Leinwand, 39×54 cm
- Das Wienertor in Krems (St. Pölten, Museum Niederösterreich, Inv. Nr. 660), um 1836–37, Aquarell, 16,8×22,7 cm
- Ansicht der Burgruine Dürnstein (St. Pölten, Museum Niederösterreich, Inv. Nr. 850), um 1840–45, Aquarell, 20,7×27,7 cm
- Blick auf Stift Melk (St. Pölten, Museum Niederösterreich, Inv. Nr. 4215), 1841, Öl auf Leinwand, 51,5×70 cm
- Die Burgruine Weitenegg mit Blick gegen Stift Melk (St. Pölten, Museum Niederösterreich, Inv. Nr. 7134), 1841, Öl auf Holz, 25,7×30,5 cm
- Wundermappe der Donau (Buch nach seinen Zeichnungen), 1841
- Blick vom Mariahilferberg bei Gutenstein gegen den Schneeberg (St. Pölten, Museum Niederösterreich, Inv. Nr. 126/81), um 1845–50, Öl auf Leinwand, 85,5×119,4 cm
- Das pittoreske Österreich (chromolithografische Platten), 1850–56
- Ansicht von Rio de Janeiro, Öl auf Leinwand, 126,5 × 189 cm, Gemäldegalerie der Akademie der bildenden Künste Wien, Inv. Nr. GG-171[2]